# 그레그 앤서니

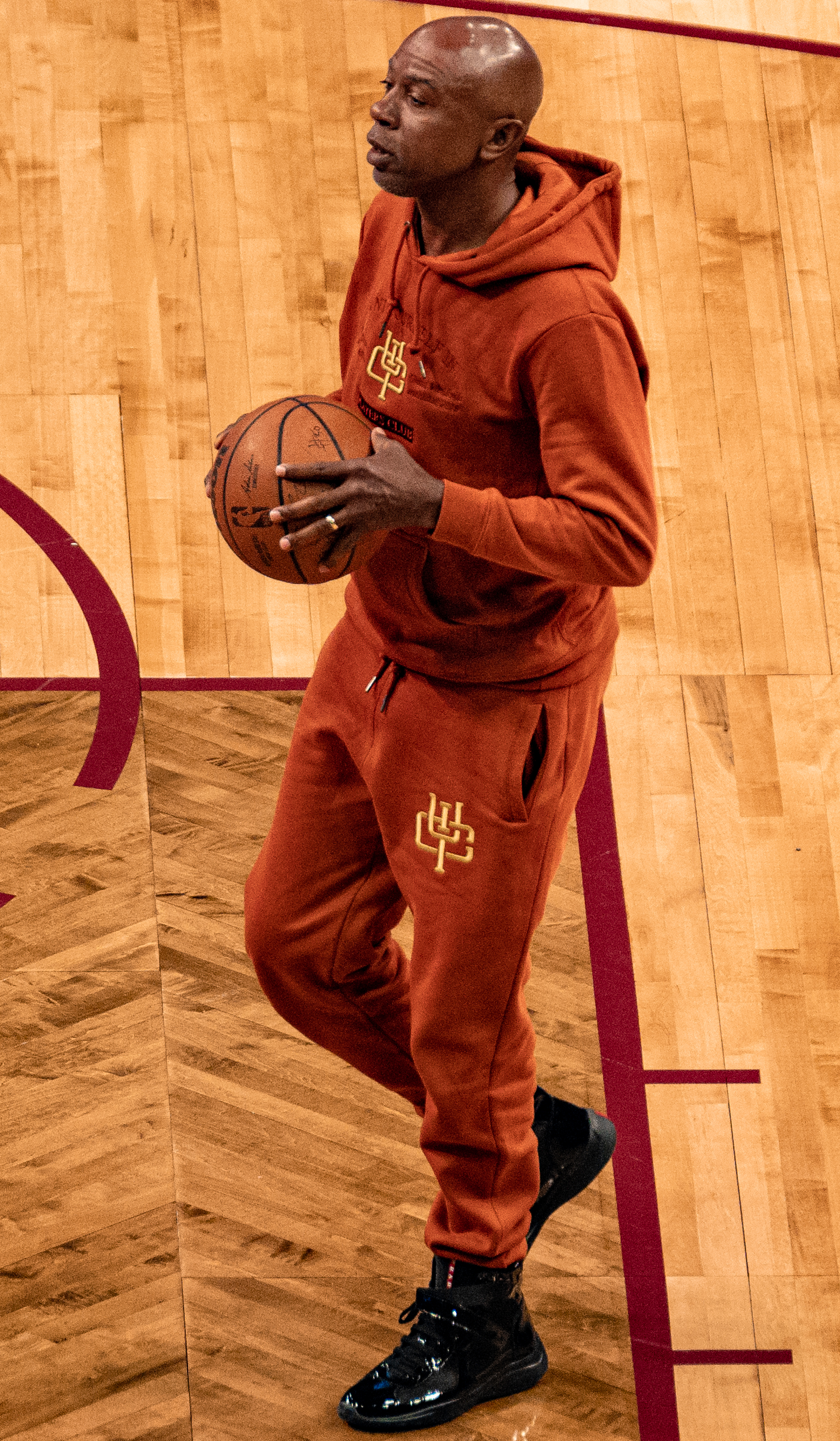
2022년 로키 모기지 필드하우스의 앤서니

그레그 앤서니(Greg Anthony, 본명: 그레고리 칼튼 앤서니, Gregory Carlton Anthony, 1967년 11월 15일 ~ )는 미국의 전 프로 농구 선수이자 NBA TV 및 터너 스포츠의 텔레비전 분석가이다. NBA(전미 농구 협회)에서 11시즌을 뛰었다. 앤서니는 야후!에도 기여하고 있다. 대학 농구 분석가로서 스포츠 활동을 하고 있으며 SiriusXM NBA 라디오에서 공동 진행자/분석가로 활동하고 있다. 아들 콜 앤서니(Cole Anthony)는 올랜도 매직에서 뛰고 있다.